# Asteron
Asteron es un género de arañas cazadoras de hormigas del orden Araneae. Fue descrito por Rudy Jocqué en 1991.

## Especies
- Asteron biperforatum Jocqué y Baehr, 2001
- Asteron grayi Jocqué y Baehr, 2001
- Asteron hunti Jocqué y Baehr, 2001
- Asteron inflatum Jocqué y Baehr, 2001
- Asteron quintum Jocqué y Baehr, 2001
- Asteron reticulatum Jocqué, 1991
- Asteron tasmaniense Jocqué y Baehr, 2001
- Asteron zabkai Jocqué y Baehr, 2001